# Jiří Adam
Jiří Adam   () és un pentatleta i tirador d'esgrima txec, ja retirat, que va competir sota bandera txecoslovaca durant la dècada de 1970.
El 1976 va prendre part en els Jocs Olímpics d'Estiu de Montreal, on disputà dues proves del programa de pentatló modern. Junt a Ján Bartu i Bohumil Starnovksy guanyà la medalla de plata en la competició per equips, mentre en la competició individual fou vint-i-novè. Quatre anys més tard, als Jocs de Moscou, fou sisè en la competició d'espasa per equipss del programa d'esgrima.
Una vegada retirat fou un destacat entrenador de les seleccions nacionals masculines i femenines.